# Graduale novum

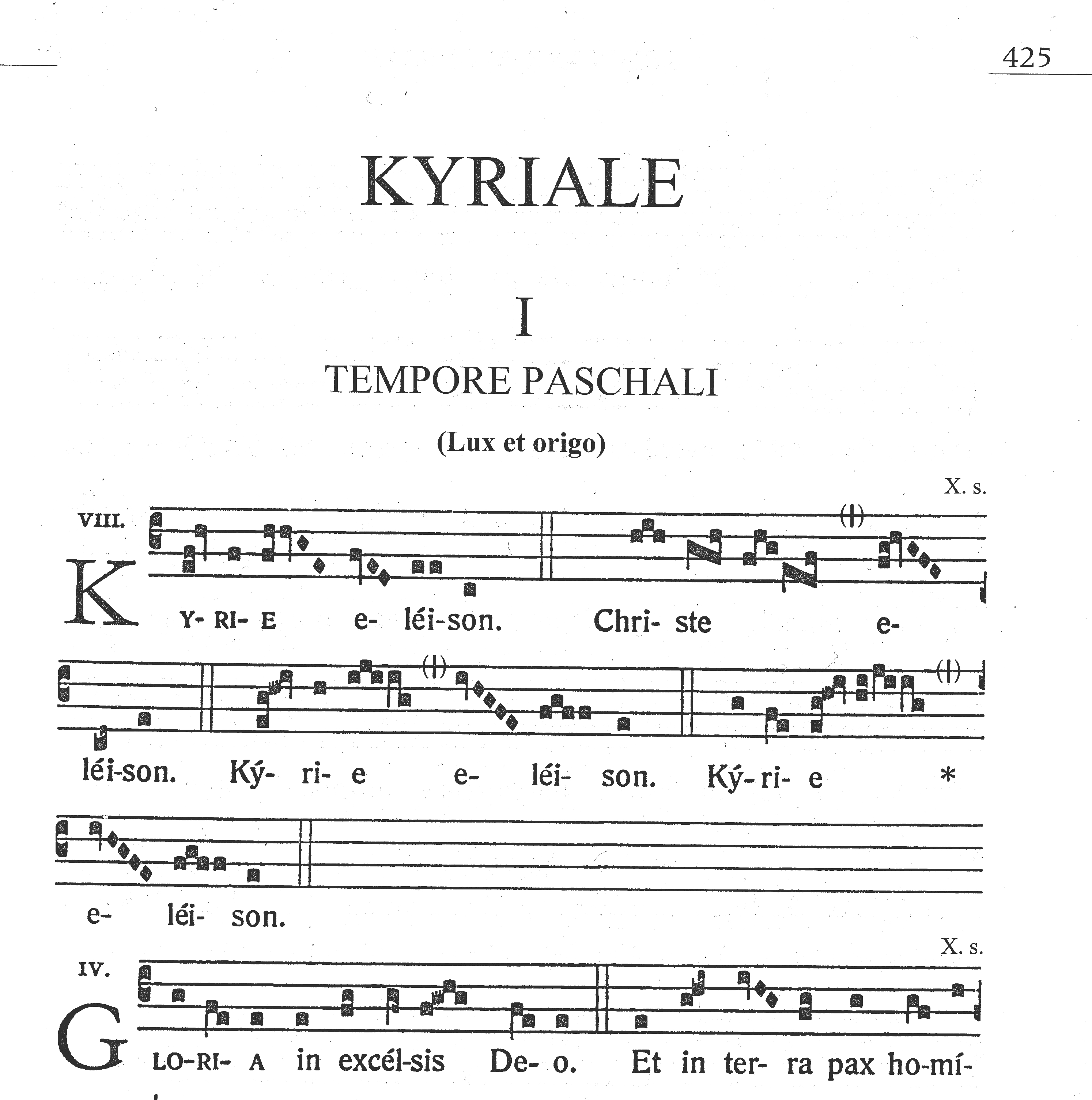
Kyriale du Graduale novum

Le Graduale novum est un graduel grégorien publié par la maison allemande Conbrio en collaboration avec la Librairie éditrice vaticane. Il s'agit d'une édition « plus critique », c’est-à-dire plus fidèle aux manuscrits médiévaux que les éditions courantes, mais ce n’est pas, strictement parlant, une édition critique car l’apparat critique a été publié ailleurs. Ce n’est pas non plus une édition romaine officielle (édition typique (en)).
Son titre complet est: Graduale novum, Editio magis critica iuxta Sacrosanctum Concilium 117 seu Graduale sanctæ Romanæ Ecclesiæ Pauli PP. VI cura recognitum, ad exemplar Ordinis Cantus Missæ dispositum, luce codicum antiquiorum resitutum nutu sancti œcumenici Concilii Vaticani II, neumis Laudunensibus et Sangallensibus ornatum.
L'édition se compose de trois volumes:
- De dominicis et festis (2011; dimanches et fêtes principales)[4]
- De feriis et festis (2018; féries, c’est-à-dire jours de la semaine sauf dimanche, et fêtes mineures)[5]
- Johannes Berchmans Göschl, Graduale novum – Kommentar (2018; commentaire musicologique)[6]

## Histoire et éditeurs

### Projet d'une nouvelle édition du Graduel romain
Nommé directeur de l'Institut pontifical de musique sacrée à Rome en 1947, Higinio Anglés, musicologue espagnol, commença à lancer son projet, un nouveau graduel en grégorien mais aussi une édition critique du Saint-Siège. Dans cette optique, il visita l'année suivante l'abbaye Saint-Pierre de Solesmes. Le premier objectif de Mgr Anglès était la création d'une équipe qui était capable d'achever l'édition critique auprès de ce monastère. En manquant d'assez de moines, l'abbé Germain Cozien accepta finalement cette proposition, car Higino Anglès voulait avancer son projet à Rome, en cas de refus. Il fallait que l'abbaye conserve ses précieux manuscrits. Aussitôt fut organisée une équipe constituée de cinq moines.  
Mgr Higino Anglès avait raison. À la deuxième moitié du XXe siècle, cette équipe, tels Dom Eugène Cardine et son successeur Dom Jean Claire, renouvela profondément et complètement la connaissance au regard de la nature du chant grégorien, d'après leurs études approfondies. Par conséquent, il était évident qu'il existe de nombreuses méprises dans l'Édition Vaticane, achevée au début du XXe siècle. 
Mais ni Mgr Anglès ni Dom Cardine ne put voir l'accomplissement de leur édition critique. Car, le concile Vatican II avait donné la priorité au remaniement du livre, au lieu de l'édition critique, de sorte que le chant grégorien soit adapté aux disciplines du concile,. Le stock des trois premiers volumes du Graduel romain, Édition critique par les moines de Solesmes, publiés aux frais de Solesmes entre 1957 et 1962 fut accueilli à la Libreria editrice Vaticana, sans usage.    
Certes, il fallut finalement plus de 60 ans avant que ne soit sorti à nouveau le premier tome du Graduale novum en 2011. Mais il s'agissait d'une véritable histoire du progrès. En effet, à la suite du décès de Dom Pierre Thomas, Dom Cardine fut nommé professeur du chant grégorien auprès d'Institut pontifical de musique sacrée en 1952. L'abbé Cozien de Solesmes accepta cette nomination, à condition que, pour le projet de l'édition critique du graduel, Dom Cardine puisse retourner à l'abbaye trois fois par an aux frais du Saint-Siège, pendant les vacances universitaires.  Par conséquent, d'abord, Dom Cardine et ses collègues de la paléographie musicale de Solesmes pouvaient profiter dorénavant des archives du Vatican et de Rome. Ensuite, Dom Cardine bénéficiait de précieux manuscrits de la paléographie pour ses cours à Rome. Donc, ses étudiants y connaissaient toujours de nouvelles découvertes sémiologiques du chant grégorien. Enfin, ce professeur était capable de charger proprement aux élèves d'étudier ce chant, jusqu'à ce que soient soigneusement achevées leurs thèses dont celles de doctorat, nombreuses. Ainsi, une fois achevé en 1971 sa thèse dirigée par Dom Cardine Graphie arrondie au début d'un neume dans le manuscrit de Laon 239, Marie-Claire Billecocq devint spécialiste de ce manuscrit dont le Graduale Triplex de Solesmes puis ce Graduale novum profitent pour leurs copies de neumes anciens.    
Son enseignement à Rome dura 32 ans, soit jusqu'en 1984. Aussi l'institut devint-il, d'une part, le deuxième centre des études grégoriennes. D'autre part, non seulement ses disciples étaient si nombreux mais également leurs études grégoriennes étaient tellement dynamiques qu'en 1975 fut fondée l'Association internationale des études du chant grégorien, en rassemblant des chercheurs de plusieurs pays y compris Marie-Claire Billecocq. Le Graduale novum est l'un de leurs fruits. Et le projet devint collaboration internationale.

### Éditeurs
La rédaction de la version critique s'est essentiellement confie aux membres de l'AISCGre, fondée en 1975. Certains membres de celle-ci commencèrent, en effet, la révision en janvier 1977. Plus précisément, ces éditeurs sont des anciens élèves de Dom Cardine, qui avaient sémiologiquement étudié le chant grégorien auprès de l'Institut pontifical de musique sacrée à Rome. Ils éditent ce graduel sous la direction de Dom Johannes Berchmans Göschl, qui lui-même avait achevé ses deux thèses distinguées à l'institut en 1974 et 1976.
Au regard de la publication, une édition allemande, Con Brio à Ratisbonne, fut sélectionnée en tant que coédition.

## Caractéristique

### Vœux du Vatican II
La raison de la publication du Graduale novum se précise dans la constitution sur la liturgie Sacrosanctum Concliium :

« On achèvera l'édition typique des livres de chant grégorien ; bien plus, on procurera une édition plus critique des livres déjà édités postérieurement à la restauration de saint Pie X.
Il convient aussi que l'on procure une édition contenant des mélodies plus simples à l'usage des petites églises. »

— Constitution sur la liturgie (1963), n° 117 L'édition des livres de chant grégorien

Ce graduel constitue toutefois une édition « privée » (l’imprimatur est donné par l’archevêque de Salzbourg et non pas par une instance romaine). Il n'est pas une édition typique (ce qui aurait été clairement marqué). L’édition typique de 1908 garde donc sa validité.

### Édition critique du chant grégorien
Normalement, l'édition critique est une édition scientifiquement établie, avec la précision de sources ainsi que le choix de texte raisonnable. Au regard du chant grégorien, Dom Cardine de Solesmes précisait : « la structure neumatique des mélodies grégoriennes pourra se restituer de manière certaine ou avec une probabilité suffisante dans tout ce qui lui est essentiel et même dans la plupart de ses détails. » Ce pronostic est encore respecté pour la rédaction du Graduale novum.  
Ceux qui concernent les manuscrits du chant grégorien furent également fixés par Dom Cardine vers 1950. Selon lui, il faut limiter le choix au « répertoire du fonds ancien », en excluant les pièces ajoutées à ce fonds primitif, notamment une série d'alleluias composés après le IXe siècle. Encore faut-il restituer soigneusement quelques pièces disparues des livres officiels, tels les versets d'offertoire. De nos jours, toutes les éditions critiques du chant grégorien, ce Graduale novum ainsi que les Antiphonale monasticum et Antiphonale Romanum de Solesmes, sont donc exécutées à la base des manuscrits les plus anciens, mais en comparaison d'autres variants ou traditions, strictement.

### Graduel critique et sémiologique

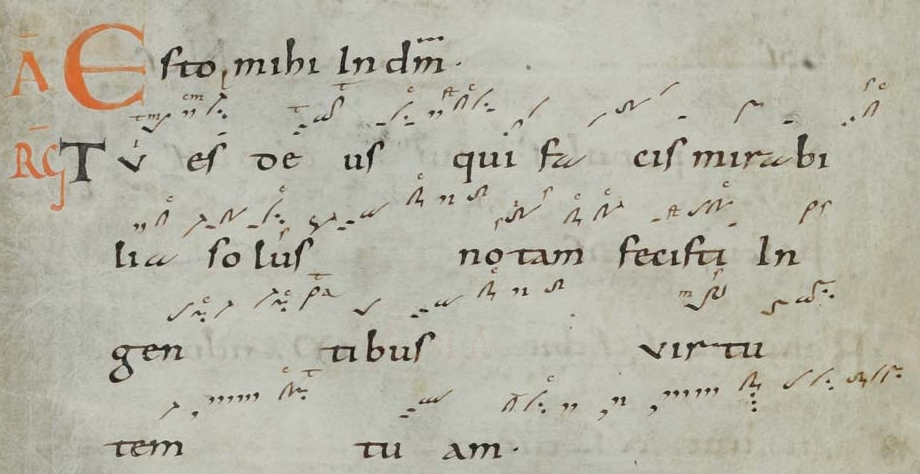
Cantatorium de Saint-Gall (vers 922 - 925). Au Xe siècle, le chant grégorien était déjà effectivement développé et précisé par les neumes anciens. C'est pourquoi le Graduale novum emploie ces neumes afin de rétablir la finesse d'expression.

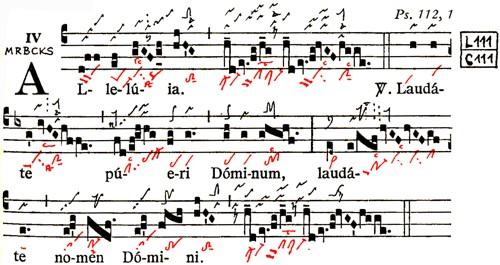
Le premier Graduale Triplex publié par l'abbaye Saint-Pierre de Solesmes en 1979. Les graphies selon la théorie rythmique y restent encore. Dans le Graduale novum, la notation à carrés pour le solfège s'améliora considérablement, et demeure plus correcte en tant qu'édition critique.

Dans ce graduel, la notation à gros carrés, qui est important pour le solfège d'intervalles, fut soigneusement renouvelée, d'après les études sémiologiques depuis les années 1950. En effet, celle de l'Édition Vaticane avait été éditée à la base de la théorie rythmique de l'abbaye de Solesmes, une théorie hypothétique développée notamment par Dom Mocquereau, sous influence du système de la musique moderne. La restauration du chant grégorien de Solesmes était certes assez scientifique, depuis le XIXe siècle (voir § Édition néo-médicéenne). Mais, non seulement la théorie rythmique devint fausse mais aussi il demeure parfois de nombreuses contradictions ainsi que des erreurs d'intervalles dans l'Édition Vaticane, selon les études sémiologiques des neumes les plus anciens employés avant l'invention de la notation de Guido d'Arezzo au XIe siècle, c'est-à-dire le système de quatre lignes. Aussi, tout comme les Antiphonale monasticum et Antiphonale romanum de Solesmes, les épisèmes vertical et horizontal ainsi que le point mora ( |, —  et  • ) d'après la théorie rythmique furent-ils supprimés dans le Graduale novum [lire en ligne. Les méprises d'intervalles découvertes par Dom Cardine, surtout celles du demi-ton, furent naturellement corrigées. 
D'ailleurs, il s'agit d'un graduale triplex. Il est normal que, faute d'enregistrements depuis mille ans, ait été provoquée l'erreur de la théorie rythmique. Pourtant, Dom Cardine découvrit que les neumes anciens étaient exactement et précieusement les « enregistrements écrits. »  C'est la raison pour laquelle ni la notation moderne ni celle de gros carrés n'est capable d'exprimer la finesse de l'expression et de l'articulation du chant grégorien. Il faut donc que la notation de degré soit accompagnée des neumes anciens, afin que l'expression du chant original soit correctement rétablie. Au-dessous de la notation à carrés, il s'agit des neumes sangalliens, tel ceux du cantatorium de Saint-Gall, qui sont les meilleurs pour rétablir l'élan mélodique et la finesse d'expression. Comme le cantatorium Ms 359 était singulièrement réservé aux solistes, d'autres manuscrits dans cette tradition, tel celui d'Einsiedeln Ms 121, étaient également utilisés. Selon une autre tradition, les copies de neumes du manuscrit Laon Ms 239 sont imprimées au-dessus de la notation de degré. En effet, il s'agit du meilleur document représentant le rythme grégorien, dans la tradition de la notation messine. Ce choix des deux traditions de neumes est parfaitement identique à celui du Graduale Triplex des Éditions de Solesmes sorti en 1979. Cela signifie que les utilisateurs de ce dernier peuvent profiter facilement du Graduale novum, édition critique, sans apprendre d'autres notations ainsi que sans contradictions entre les neumes anciens et les notations à gros carrés.    

### Critique duGraduale novum
Le premier volume du Graduale novum, datant de 2011, a bénéficié d’une analyse détaillée publiée par la revue musicologique polonaise Muzyka. Selon les conclusions de cette analyse :
- le livre lui-même n’est pas une édition critique, car il ne présente que les mélodies choisies par les éditeurs, alors que les discussions (l’équivalent d’un apparat critique) se trouvent ailleurs, dans les contributions publiées entre 1996 et 2010 dans la revue Beiträge zur Gregorianik ; ces discussions donnent parfois deux restitutions possibles entre lesquelles il n'est pas possible de trancher, alors que l’édition en question en choisit une sans aucun commentaire ;
- la plus grande différence avec les éditions courantes se trouve dans l’usage du dièse, selon les propositions de Rupert Fischer[16] ;
- l’édition est assez difficile à utiliser en pratique car la fonte de caractères utilisée est très dense (par exemple la première ligne du trait Cantemus Domino de la vigile pascale comporte 44 notes, alors que le nombre correspondant dans les éditions courantes est de 37 dans le Liber usualis[17] et de 31 dans le graduel édité par Solesmes[18]) ;
- l’édition est organisée selon le calendrier ecclésiastique réformé par le Concile Vatican II, alors que la fidélité aux manuscrits exigerait au moins de donner la place des pièces selon le calendrier romain traditionnel (d’avant les réformes de Vatican II)[19].

## Liste des graduels grégoriens publiés par le Vatican
- 1908 : Graduale sacrosanctæ Romanæ Ecclesiæ de Tempore et de Sanctis SS. D. N. PII X. Pontificis Maximi jussu restitutum et editum, Typis vaticanis, Rome 155 p. [lire en ligne]

Il s'agit du premier livre de chant de l'Édition Vaticane, une édition universelle de l'Église et publiée selon le motu proprio du pape Pie X « Inter pastoralis officii sollicitudes (1903). » En raison d'une difficulté de sa commission, ce graduel fut finalement achevé à la base des éditions de l'abbaye Saint-Pierre de Solesmes sorties dans les années 1890. Il s'agit de l'édition typique du graduel toujours en vigueur (2023).
- 1967 : Graduale simplex in usum minorum ecclesiarum, première édition[20],[9],[21]
- 1975 : Graduale simplex in usum minorum ecclesiarum, deuxième édition  (ISBN 978-88-209-1603-9) 515 p[22],[20],[9].

À la suite du Concile Vatican II, le Saint-Siège remania deux fois son graduel, de sorte que celui-ci soit adapté aux paroisses, notamment aux chœurs moins expérimentés, selon la constitution sur la liturgie no 117. Une fois que le Graduale novum aura été parachevé, un nouveau Graduale simplex sera édité.
- 2011 : Graduale novum, tome I, Con Brio et Libreria editrice Vaticana, Ratisbonne et Rome  (ISBN 978-3-940768-15-5) 538 p[3].

Le premier exemplaire du tome I fut apporté et présenté au pape Benoît XVI le 26 janvier 2011, par les représentants de l'Association internationale des études du chant grégorien, éditeur.
- 2018 : Graduale novum, tome II, Con Brio et Libreria editrice Vaticane, Ratisbonne et Rome  (ISBN 978-3-940768-74-2) 632 p[12]

## Édition néo-médicéenne
Avant l'usage de ces graduels officiels, celui de l'édition de Ratisbonne (1871) fut singulièrement autorisé auprès du Saint-Siège pendant 30 ans, quoique celle-ci ne fût pas d'édition officielle. Cette édition néo-médicéenne était une version révisée à la base de l'Édition médicéenne (1614 - 1615), un graduel officiel du Vatican. Nonobstant, en raison d'un nombre considérable de modifications qui avaient écrasé la nature du chant ancien, de nos jours, ces éditions ne sont pas considérées comme celles du chant grégorien. Dans les années 1890, Dom Mocquereau de Solesmes avait scientifiquement établi l'irrégularité de l'édition de Ratisbonne. Donc, auprès du Saint-Siège, l'histoire de la restauration du chant grégorien se commença au début du XXe siècle et la publication du Graduale novum est une conclusion du Vatican après cent ans de restauration.   
- Abbaye Saint-Pierre de Solesmes, revue Paléographie musicale, tome III, p. 36 - 37 (1892)